# Charles Briot
Pour les articles homonymes, voir Briot.
Ne doit pas être confondu avec Charles-Auguste de Bériot.
Charles Auguste Albert Briot, né le 19 juillet 1817 à Saint-Hippolyte (Doubs) et mort le 20 septembre 1882 à Ault (Somme), est un mathématicien et physicien français.

## Biographie
Fils d'un tanneur, Charles Briot entre à l'École normale en 1838 ; il y est rejoint l'année suivante par son ami Claude Bouquet. En 1841, il est reçu premier ex-æquo avec Joseph Bertrand au premier concours d'agrégation de mathématiques des lycées. Il obtient le doctorat ès sciences en 1842, sa thèse porte sur l'orbite d'un solide isolé autour d'un point fixe.
Nommé tout d'abord professeur de mathématiques au lycée d'Orléans, il rejoint ensuite comme professeur d'astronomie la faculté des sciences de Lyon où il retrouve Claude Bouquet. Sa fonction fait aussi de lui le directeur de l'observatoire du collège de la Trinité mais celui-ci, mal situé, ne permet pas de réaliser des observations astronomiques convenables. En 1847 il est élu à l'Académie des belles-lettres, sciences et arts de Lyon. En 1851, Briot est nommé professeur en classe de mathématiques spéciales au collège Bourbon (actuellement lycée Condorcet), et plus tard au collège Saint-Louis, Bouquet lui succédant à Bourbon. Il devient simultanément professeur suppléant à l'École polytechnique et à la faculté des sciences de Paris. En 1855, il est nommé maître de conférences en mécanique et astronomie à l'École normale supérieure. En 1870, il succède à Gabriel Lamé à la chaire de physique mathématique de la faculté des sciences de Paris.
Il a publié plusieurs traités avec Bouquet concernant les fonctions elliptiques et les fonctions abéliennes. Il a aussi publié des travaux de physique mathématique : Essai sur la théorie mathématique de la lumière et Théorie mécanique de la chaleur d'après son cours donné à la faculté des sciences de Paris pendant l'année 1867-1868. Il conçoit de plus une formule de dispersion lumineuse éponyme, la formule de Briot.
Il est le beau-père d'Éleuthère Mascart.

## Œuvres /principales publications
- Théorie des fonctions abéliennes, 1879, texte disponible en ligne sur LillOnum

## Distinctions
- Officier de la Légion d'honneur (1880), Chevalier (1856)[6],
- Prix Poncelet (1881).